# چندلرز فورد
چندلرز فورد (به انگلیسی: Chandler's Ford) یک روستا و محله مدنی در بریتانیا است که در Eastleigh واقع شده‌است. چندلرز فورد ۲۱٬۴۳۶ نفر جمعیت دارد.